# Линкей Самосский
Линкей Самосский (др.-греч. Λυγκεὺς ὁ Σάμιος) — греческий комедиограф и историк IV—III веков до н. э.
Брат историка Дурида Самосского, ученик и близкий друг Феофраста. Основные сведения о нем содержатся в «Пире мудрецов» Афинея; в словаре Суды указано, что Линкей был современником Менандра, которого победил в поэтическом состязании.
Афиней часто цитирует Линкея, имевшего репутацию тонкого гурмана, при описании различных яств и напитков. Из его произведений, описывающих события времен Филиппа, Александра и диадохов, упоминаются «Записки», «Изречения», книга «О Менандре», письма к известным современникам, в том числе к Аполлодору, Гипполоху Македонскому, некоему Диагору и Посидиппу. Эти послания, в отличие от сфабрикованных писем деятелей классической эпохи, являются первой подлинной литературной перепиской, мода на которую возникла в александрийскую эпоху.
В своих книгах Линкей, вслед за Каллисфеном и Клеархом собирал исторические анекдоты о знаменитых людях, от царей до гетер и параситов. 
По словам Афинея:

Линкей Самосский составил даже трактат «Наука покупать» для с тех, кто неудачлив в покупках; в нем он учит, как разговаривать с душегубцами-рыботорговцами, чтобы легко и выгодно купить приглянувшийся товар.— Афиней. Пир мудрецов. VI, 228.
В этом сочинении он наставляет своего друга, не умевшего торговаться:

Когда рыботорговец смотрит на тебя в упор и не сбавляет цену, то хорошо бывает обругать всех его рыб и процитировать из «Сладкой жизни» Архестрата или других поэтов, например: «Мормир прибрежный — негодная рыба, ни в чем не хорош он». (…) И много другого в том же роде. Этим ты разгонишь и покупателей и даже зевак, и придется торговцу принять твою цену.— Афиней. Пир мудрецов. VII, 313—314.
Линкей и Гипполох «договорились писать друг другу всякий раз, как один из них побывает на каком-нибудь пышном пиру». На одно из таких посланий Линкея, где он описывает роскошный пир, данный аттической гетерой Ламией царю Деметрию Полиоркету, ссылаются Афиней и Плутарх. 
В других письмах к Гипполоху Линкей рассказывал о пирах царей Антигона, справлявшего Афродисии в Афинах, и Птолемея. 
Единственный, сохранившийся у Афинея фрагмент комедии Линкея «Кентавр», также посвящён кулинарии и высмеивает скудость аттических застолий. 